# Marco Vilca
Marco Antonio Vilca González (Arequipa, 2 dicembre 2000) è un mezzofondista peruviano.

## Biografia
Fratello gemello di Sheyla, anch'essa un'atleta, Marco disputa le prime competizioni regionali nel 2016, vincendo una medaglia d'argento ai Campionati sudamericani under 18 in Argentina. Debutta tra i seniores nel 2018 ai Giochi sudamericani ma è nel 2019 che afferma la propria presenza con la medaglia conquistata ai Campionati sudamericani e la partecipazione ai Giochi panamericani, entrambi tenutisi a Lima, concordemente alla medaglia d'oro nei Campionati sudamericani juniores.

## Palmarès
| Anno | Manifestazione             | Sede          | Evento      | Risultato  | Prestazione | Note                          |
| ---- | -------------------------- | ------------- | ----------- | ---------- | ----------- | ----------------------------- |
| 2016 | Sudamericani U18           | Concordia     | 800 m piani | Argento    | 1'58"37     |                               |
| 2017 | Mondiali U18               | Nairobi       | 800 m piani | Semifinale | 1'51"95     |                               |
| 2017 | Panamericani U20           | Trujillo      | 800 m piani | 5º         | 1'53"00     |                               |
| 2018 | Giochi sudamericani        | Cochabamba    | 400 m piani | 8º         | 48"04       |                               |
| 2018 | Giochi sudamericani        | Cochabamba    | 800 m piani | 4º         | 1'52"03     |                               |
| 2018 | Mondiali U20               | Tampere       | 800 m piani | Batteria   | 1'50"47     |                               |
| 2018 | Campionati ibero-americani | Trujillo      | 800 m piani | 4º         | 1'49"82     |                               |
| 2018 | Campionati ibero-americani | Trujillo      | 4×400 m     | Bronzo     | 3'15"59     |                               |
| 2018 | Sudamericani U23           | Cuenca        | 800 m piani | Argento    | 1'50"52     |                               |
| 2018 | Sudamericani U23           | Cuenca        | 4×100 m     | 5º         | 42"52       |                               |
| 2019 | Sudamericani               | Lima          | 800 m piani | Bronzo     | 1'48"06     |                               |
| 2019 | Sudamericani U20           | Cali          | 400 m piani | Bronzo     | 47.41       |                               |
| 2019 | Sudamericani U20           | Cali          | 800 m piani | Oro        | 1'48"86     |                               |
| 2019 | Panamericani U20           | San José      | 800 m piani | Batteria   | 1'52"63     |                               |
| 2019 | Giochi panamericani        | Lima          | 800 m piani | 5º         | 1'47"65     | Miglior prestazione personale |
| 2020 | Sudamericani indoor        | Cochabamba    | 400 m piani | Argento    | 47"84       | Record nazionale              |
| 2020 | Sudamericani indoor        | Cochabamba    | 800 m piani | Argento    | 1'54"11     | Record nazionale              |
| 2023 | Giochi panamericani        | Santiago      | 800 m piani | Batteria   | 1'49"55     |                               |
| 2025 | Sudamericani               | Mar del Plata | 800 m piani | Bronzo     | 1'50"93     |                               |
| 2025 | Sudamericani               | Mar del Plata | 4x400 m     | 6º         | 3'14"26     |                               |